# Volnovakha
Volnovakha (ukrainsk og russisk: Волноваха) er en by i Folkerepublikken Donetsk, (de facto); Donetsk oblast, Ukraine, de jure. Den har fungeret som administrativt centrum for Volnovakha rajon, et af de 18 distrikter i Donetsk oblast. Før den Ruslands invasion af Ukraine 2022, var byens befolkning  på omkring 21.441 (2021).
Under invasionen blev en stor del af byens infrastruktur alvorligt beskadiget, og nogle rapporter beskriver byen som ødelagt. Den 12. marts 2022 fastslog guvernøren for Donetsk oblast Pavlo Kyrylenko, at byen var blevet fuldstændig ødelagt.

## Galleri
- Befrielsesmonument fra 2. verdesnkrig
- Vasily Chapayev monument
- Volnovakha jernbanestation